# Гай Октавій
Гай Октавій (лат. Gaius Octavius, близько 101 до н.е. — 59 до н. е.) — перший римський сенатор із давнього, багатого роду вершників Октавіїв. Претор 61 до н. е. Батько імператора Октавіана Августа.

## Життєпис
Один з його предків, Гай Октавій Руф, за часів Першої Пунічної війни досяг посади претора. Його прапрадід воював у званні військового трибуна під час Другої Пунічної війни. Його батько Гай Октавій був міським магістратом і дожив до похилого віку, зібравши непоганий статок.
У молодості Октавій двічі обіймав посаду військового трибуна, в 66 до н. е. став квестором, в 63 до н. е. — плебейським еділом. У 65 до н. е. Гай Октавій вдруге одружився з Атією, дочкою Марка Атія Бальба і Юлії Цезар, сестри Юлія Цезаря. Користуючись підтримкою Цезаря і Луція Ліцинія Мурени, Октавій досяг посади претора і звання сенатора. Після претури його призначено проконсулом провінції Македонія. Рухаючись туди, Октавій за спеціальним дорученням сенату у 60 році до н. е. організував знищення залишків розгромлених військ Луція Сергія Катіліни і Спартака, що діяли на півдні Італії. За звільнення міста Турій від розбійників Октавій отримав почесне ім'я «Турійського» (Thurinus), яке перейшло у спадок до сина. У Македонії він проявив себе непоганим адміністратором і полководцем. Октавій збирався домагатися консульства, але несподівано помер під час повернення з Македонії в Рим в 59 до н. е.

## Нащадки

### Від першого шлюбу з Анхар
- Октавія Старша;

### Від другого шлюбу з Атією
- Гай Октавій Турин, він же Гай Юлій Цезар Октавіан Август;
- Октавія Молодша;